# Children Apperception Test
Il Children's Apperception Test (CAT) è un test proiettivo sviluppato da Leopold Bellak nel 1949 e pubblicato in Italia nel 1957 dalla casa editrice Giunti OS – Organizzazioni Speciali.
Ispirandosi al Thematic Apperception Test (TAT) di Henry Murray (uscito nel 1943), il CAT indaga la personalità dei bambini dai 3 ai 10 anni attraverso lo studio delle differenze individuali nella percezione di stimoli standardizzati. Il test è costituito da dieci tavole che riproducono dei disegni con animali. Il bambino è chiamato a osservarle e a inventare, per ognuna, una storia a partire dagli elementi che vede raffigurati. Dall'interpretazione di queste storie emergono elementi significativi come la struttura affettiva del bimbo, le funzioni dell'Io, il rapporto con gli adulti, le reazioni di fronte ai conflitti o alle difficoltà dello sviluppo, le sue reazioni all'interno del gruppo di amici o a scuola.
All'occorrenza, alla somministrazione del CAT si può aggiungere (o sostituire) quella del suo supplemento, il CAT-S. Questo è, a sua volta composto da dieci immagini di animali stampate su cartoncini più resistenti, ed è pensato per l'intervento in situazioni o temi particolarmente critici. Molto utile come materiale per tecniche di gioco e libera manipolazione, in genere vi si ricorre quando il bambino fa più fatica a raccontare storie.